# Њу Лондон (Висконсин)
Њу Лондон (енгл. New London) град је у америчкој савезној држави Висконсин.

## Демографија
По попису из 2010. године број становника је 7.295, што је 210 (3,0%) становника више него 2000. године.
| Група             | 2000.         | 2010.         |
| Белци             | 6.776 (95,6%) | 6.627 (90,8%) |
| Афроамериканци    | 14 (0,2%)     | 18 (0,2%)     |
| Азијати           | 36 (0,5%)     | 63 (0,9%)     |
| Хиспаноамериканци | 174 (2,5%)    | 500 (6,9%)    |
| Укупно            | 7.085         | 7.295         |